# مصری‌نهنگ
مصری‌نهنگ (انگلیسی: Aegyptocetus) سرده‌ای منقرض از نهنگان است که در مصر می‌زیست.